# Interstate 57
Die Interstate 57 ist ein Teil des Interstate Highway Systems der USA.  Die Autobahn führt von dem südlichen Ende der Dan Ryan Expressway in Chicago, wo sie Interstate 94 verlässt, über Champaign und Cairo nach dem Ort Miner im Südosten von Missouri, wo sie mit der Interstate 55 zusammentrifft.  Gegenüber der Interstate 55 stellt sie eine Abkürzung für die Strecke von Chicago nach New Orleans dar, weil sie nicht den Umweg über Springfield und St. Louis macht, sondern bis Cairo die direktere Strecke der Illinois Central Railroad folgt.  Interstate 57 ist die einzige Autobahn in der Metropolregion Chicago, die keinen Namen führt.
| Meilen | km  | Staat    |  |
|        |     |          |  |
| 023    | 037 | Missouri |  |
| 358    | 576 | Illinois |  |
|        |     |          |  |
| 381    | 613 | Gesamt   |  |